# Bajka o carze Sałtanie (film 1943)
Bajka o carze Sałtanie (ros. Сказка о царе Салтане, Skazka o carie Sałtanie) – radziecki film animowany z 1943 roku w reżyserii sióstr Walentiny i Zinaidy Brumberg będący adaptacją bajki Aleksandra Puszkina o tym samym tytule.

## Obsada (głosy)
- Faina Raniewska jako swatka Babarycha
- Michaił Żarow jako car Sałtan
- Marija Babanowa jako carewna łabędzica
- Faina Szewczenko jako kucharka

## Animatorzy
Ł. Popow, Walentin Łałajanc, Tatjana Fiodorowa, Je. Siergiejew, Boris Diożkin, Faina Jepifanowa, Nikołaj Fiodorow, O. Kowalenko, Roman Dawydow, Ł. Dikowski, Łamis Briedis

## Ciekawe fakty
- Przy stworzeniu filmu wykorzystano technikę „eclair” (technikę rotoskopowania) – zdjęcie gry aktorów, z późniejszym zarysowywaniem i malowaniem.
- Jednocześnie z oryginalną czarno-białą wersją filmu animowanego powstała wersja kolorowa, która nie zachowała się.